# Nuno Melo (político)
João Nuno Lacerda Teixeira de Melo, conhecido como Nuno Melo (Vila Nova de Famalicão, 18 de março de 1966), é um advogado e político português. É o atual presidente do CDS-PP e ministro da Defesa Nacional, do XXIV Governo de Portugal, desde dia 2 de abril. 

## Biografia
Advogado e consultor jurídico, é licenciado em Direito, pela Faculdade de Direito da Universidade Portucalense Infante D. Henrique.
É militante do CDS - Partido Popular, do qual é líder. Também foi presidente do Grupo Parlamentar do CDS-PP e vice-presidente da Associação Nacional dos Autarcas Populares.
Foi eleito deputado à Assembleia da República, nas legislaturas iniciadas em 1999, 2002 e 2005, pelo Círculo de Braga.
Nas eleições europeias de 2009, foi o cabeça-de-lista do CDS-PP, tendo sido eleito deputado ao Parlamento Europeu a 7 de Junho desse ano. Integra, assim, o Grupo do Partido Popular Europeu.
Em 2022, apresentou a sua candidatura à liderança do CDS - Partido Popular.
A moção de estratégia de Nuno Melo foi a mais votada no XXIX Congresso do CDS-PP em abril de 2022, com 854 votos (73% do total), tornando-se o novo Presidente do partido.
Define-se como monárquico e católico.

## Vida política
É particularmente conhecido pela sua intervenção em Portugal e na União Europeia na defesa do conceito conservador de famílias, da soberania nacional, da agricultura, dos serviços e profissionais de educação e saúde, posicionando-se contra a Eutanásia e contra o Aborto (IGV), bem como na luta contra a corrupção

#### Parlamento Europeu
Funções desempenhadas
- Chefe da Delegação Portuguesa do CDS-PP pelo Grupo PPE desde 14 de Julho de 2009;
- Membro efetivo na Comissão das Liberdades Cívicas, Justiça e Assuntos Internos;
- Vice-presidente eleito na Delegação para as relações com os Países do MERCOSUL (Argentina, Brasil, Paraguai e Uruguai);
- Membro efetivo na Delegação à Assembleia Parlamentar Latino Americana;
- Membro suplente na Comissão de Assuntos Económicos e Monetários;
- Membro suplente na Subcomissão dos Direitos do Homem;
- Membro suplente na Delegação para as relações com o Conselho Legislativo da Palestina.

#### Funções autárquicas
- Presidente da Assembleia Municipal de Vila Nova de Famalicão.

#### Cargos anteriormente desempenhados
- Deputado à Assembleia da República nas VIII, IX e X Legislaturas;
- Presidente do Grupo Parlamentar do CDS-PP, de 22 de Julho de 2004 até 12 de Outubro de 2006;
- Vice-presidente da Assembleia da República na X Legislatura;
- Presidente da VI Comissão de Inquérito à Tragédia de Camarate.

Deputado coordenador do CDS-PP nas seguintes Comissões Parlamentares
- Comissão de Assuntos Constitucionais, Direitos, Liberdades e Garantias;
- Comissão de Ética;
- Comissão de Paridade, Igualdades e de Oportunidades de Família;
- Comissão de Inquérito Parlamentar à Gestão da TAP;
- Comissão de Inquérito à Fundação para a Prevenção e Segurança;
- VI Comissão de Inquérito Parlamentar à Tragédia de Camarate;
- Comissão de Inquérito sobre a Situação que levou à Nacionalização do BPN e sobre a Supervisão Bancária Inerente.

## Resultados eleitorais

### Eleições europeias
| Data | Partido | Partido             | Posição     | Cl. | Votos   | %              | +/- | Status | Notas | Ref    |
| ---- | ------- | ------------------- | ----------- | --- | ------- | -------------- | --- | ------ | ----- | ------ |
| 2009 |         | CDS-PP              | 1.º (em 21) | 5.º | 298 423 | 8,36 / 100,00  |     | Eleito |       | [ 14 ] |
| 2014 |         | AP (PPD/PSD.CDS-PP) | 4.º (em 21) | 2.º | 910 647 | 27,71 / 100,00 |     | Eleito |       | [ 15 ] |
| 2019 |         | CDS-PP              | 1.º (em 21) | 5.º | 205 111 | 6,19 / 100,00  |     | Eleito |       | [ 16 ] |

### Eleições legislativas
| Data | Partido     | Partido                 | Círculo eleitoral | Posição     | Cl.    | Votos         | %              | +/-    | Status     | Notas                                               | Ref    |
| ---- | ----------- | ----------------------- | ----------------- | ----------- | ------ | ------------- | -------------- | ------ | ---------- | --------------------------------------------------- | ------ |
| 1999 |             | CDS-PP                  | Braga             | 2.º (em 18) | 3.º    | 38 973        | 8,84 / 100,00  |        | Não eleito | Assumiu o mandato para substituir Ribeiro e Castro. | [ 17 ] |
| 2002 | 1.º (em 18) | CDS-PP                  | Braga             | 3.º         | 42 074 | 9,27 / 100,00 | 0,43           | Eleito |            | [ 18 ]                                              |        |
| 2005 | 1.º (em 18) | CDS-PP                  | Braga             | 3.º         | 37 618 | 7,82 / 100,00 | 1,45           | Eleito |            | [ 19 ]                                              |        |
| 2024 |             | AD (PPD/PSD.CDS-PP.PPM) | Porto             | 2.º (em 40) | 1.º    | 339 096       | 30,41 / 100,00 |        | Eleito     | Presidente do CDS - Partido Popular                 | [ 20 ] |